# 팔봉비평문학상
팔봉비평문학상(八峰批評文學賞)은 시인 · 평론가 친일파 문인 팔봉 김기진(金基鎭, 1903~1985)의 문학적 업적(PASKYULA, KAPF창립회원, 아세아의 피, 역사적 명령, 신세계사의 첫장, 대동아전쟁송,탄환과 충언(상) 등)을 기리기 위해 제정된 대한민국의 문학상이다. 1989년 김기진의 유족이 출연한 기금으로 《한국일보》가 제정해서 1990년 1회 시상이 있었다. 상금은 500만 원이었지만 이후 KT&G와 유족들의 기금 추가 출연으로 제18회부터 1,000만 원으로 늘어났다.
제9회 수상자로 선정된 평론가 최원식은 김기진의 친일 행적을 이유로 수상을 고사하고 《한국일보》 지면에 고사(固辭)의 변을 실었지만 팔봉비평문학상 심사위원회는 심사위원의 임무는 수상작을 가리는 것이고 상을 받고 안받고는 수상자의 결정이라고 보고 수상자를 바꾸지는 않았다.

## 역대 수상 작품
| 회     | 수상 연도 | 작가               | 작품                                          |
| ------ | --------- | ------------------ | --------------------------------------------- |
| 제1회  | 1990년    | 김현               | 《분석과 해석》                               |
| 제2회  | 1991년    | 김윤식             | 《작가와 내면풍경》/《우리 소설을 위한 변명》 |
| 제3회  | 1992년    | 김치수             | 《공감의 비평을 위하여》                      |
| 제4회  | 1993년    | 김우창             | 《심미적 이성의 탐구》                        |
| 제5회  | 1994년    | 김병익             | 《숨은 진실과 문학》                          |
| 제6회  | 1995년    | 김주연             | 《사랑과 권력》                               |
| 제7회  | 1996년    | 염무웅             | 《혼돈의 시대에 구상하는 문학의 논리》        |
| 제8회  | 1997년    | 구중서             | 《문학과 현대사상》                           |
| 제9회  | 1998년    | 최원식             |                                               |
| 제10회 | 1999년    | 김화영             | 《소설의 꽃과 뿌리》                          |
| 제11회 | 2000년    | 정과리             | 《무덤속의 마젤란》                           |
| 제12회 | 2001년    | 황종연             | 《비루한 것의 카니발》                        |
| 제13회 | 2002년    | 남진우             | 《그리고 신은 시인을 창조》                   |
| 제14회 | 2003년    | 김인환             | 《다른미래를 위하여》                         |
| 제15회 | 2004년    | 성민엽             | 《변하는 것과 변하지 않는 것》                |
| 제16회 | 2005년    | 서영채             | 《문학의 윤리》                               |
| 제17회 | 2006년    | 한형구 (필명 한기) | 《구텐베르크 수사들》                         |
| 제18회 | 2007년    | 이광호             | 《이토록 사소한 정치성》                      |
| 제19회 | 2008년    | 박혜경             | 《오르페우스의 시선》                         |
| 제20회 | 2009년    | 김미현             | 《젠더 프리즘》                               |
| 제21회 | 2010년    | 우찬제             | 《프로테우스의 탈주》                         |
| 제22회 | 2011년    | 김영찬             | 《비평의 우울》                               |
| 제23회 | 2012년    | 오생근 황현산      | 《위기와 희망》 《잘 표현된 불행》            |
| 제24회 | 2013년    | 류보선             | 《한국문학의 유령들》                         |
| 제25회 | 2014년    | 권오룡             | 《사적인 것의 거룩함》                        |
| 제26회 | 2015년    | 유성호             | 《정격과 역진의 정형 미학》                   |
| 제27회 | 2016년    | 이혜원             | 《지상의 천사》                               |
| 제28회 | 2017년    | 김형중             | 《후르비네크의 혀》                           |
| 제29회 | 2018년    | 조재룡             | 《의미의 자리》                               |
| 제30회 | 2018년    | 김진수             | 《감각인가 환각인가》                         |